# Reynolds (Géorgie)
Pour les articles homonymes, voir Reynolds.
La ville de Reynolds est située dans le comté de Taylor, dans l’État de Géorgie, aux États-Unis. Sa population s’élevait à 1 086 habitants lors du recensement de 2010, estimée à 1 025 habitants en 2016.

## Démographie
| 1880 | 1890 | 1900 | 1910 | 1920 | 1930 |
| ---- | ---- | ---- | ---- | ---- | ---- |
| 278  | 283  | 436  | 521  | 926  | 880  |

| 1940 | 1950 | 1960  | 1970  | 1980  | 1990  |
| ---- | ---- | ----- | ----- | ----- | ----- |
| 871  | 906  | 1 087 | 1 253 | 1 298 | 1 166 |

| 2000  | 2010  | - | - | - | - |
| ----- | ----- | - | - | - | - |
| 1 036 | 1 086 | - | - | - | - |

## Personnalité liée à la ville
- Samuel Little, tueur en série (1940-2020).

## Source
- (en) Cet article est partiellement ou en totalité issu de l’article de Wikipédia en anglais intitulé « Reynolds, Georgia » (voir la liste des auteurs).